# Habbo Clicker
Habbo Clicker é um jogo online gratuito de estratégia desenvolvido pela companhia chilena Cangrejo Ideas, encomendada pela Azerion. Consiste em um jogo ambientado no universo do Habbo Hotel, onde o jogador é o próprio gerente do hotel.
Lançado em 5 de fevereiro de 2019, a versão inicial do jogo esteve disponível apenas via browser. O anúncio do jogo foi amplamente divulgado na comunidade Habbo de 9 países, inclusive no Brasil. Portais de jogos populares adicionaram o Habbo Clicker aos seus catálogos e em poucos dias contabilizaram milhares de acesso. Em 29 de março de 2019, a Kizi Games lançou a versão do jogo para dispositivos móveis com os sistemas Android e iOS, porém não houve grandes anúncios. Somente no dia 15 de abril o anúncio veio a ser amplamente divulgado na comunidade Habbo e suas redes sociais.
Atualmente o jogo encontra-se disponível apenas no idioma inglês.

## Histórico
Em maio de 2018, a Sulake, proprietária do Habbo, foi adquirida pela companhia holandesa Orange Games, atualmente com o nome de Azerion. A companhia é proprietária de dezenas de empresas espalhadas pelo mundo (sobretudo, na Europa) que atua em todo o ecossistema de jogos, desde o desenvolvimento, passando pela publicação e distribuição. Como resultado, nasceu um novo jogo inspirado no ambiente Habbo, o Habbo Clicker. Tal lançamento faz parte dos planos estratégicos da empresa para a marca Habbo.
Apesar de compartilharem o mesmo nome e gráficos, trata-se de dois jogos distintos, não sendo possível transferir conquistas e moedas de um jogo para o outro.